# São Francisco do Brejão
São Francisco do Brejão är en kommun i Brasilien.   Den ligger i delstaten Maranhão, i den nordöstra delen av landet, 1 200 km norr om huvudstaden Brasília. Antalet invånare är 10 226.
Omgivningarna runt São Francisco do Brejão är huvudsakligen savann. Runt São Francisco do Brejão är det glesbefolkat, med 14 invånare per kvadratkilometer.